# Cuevas Cathedral

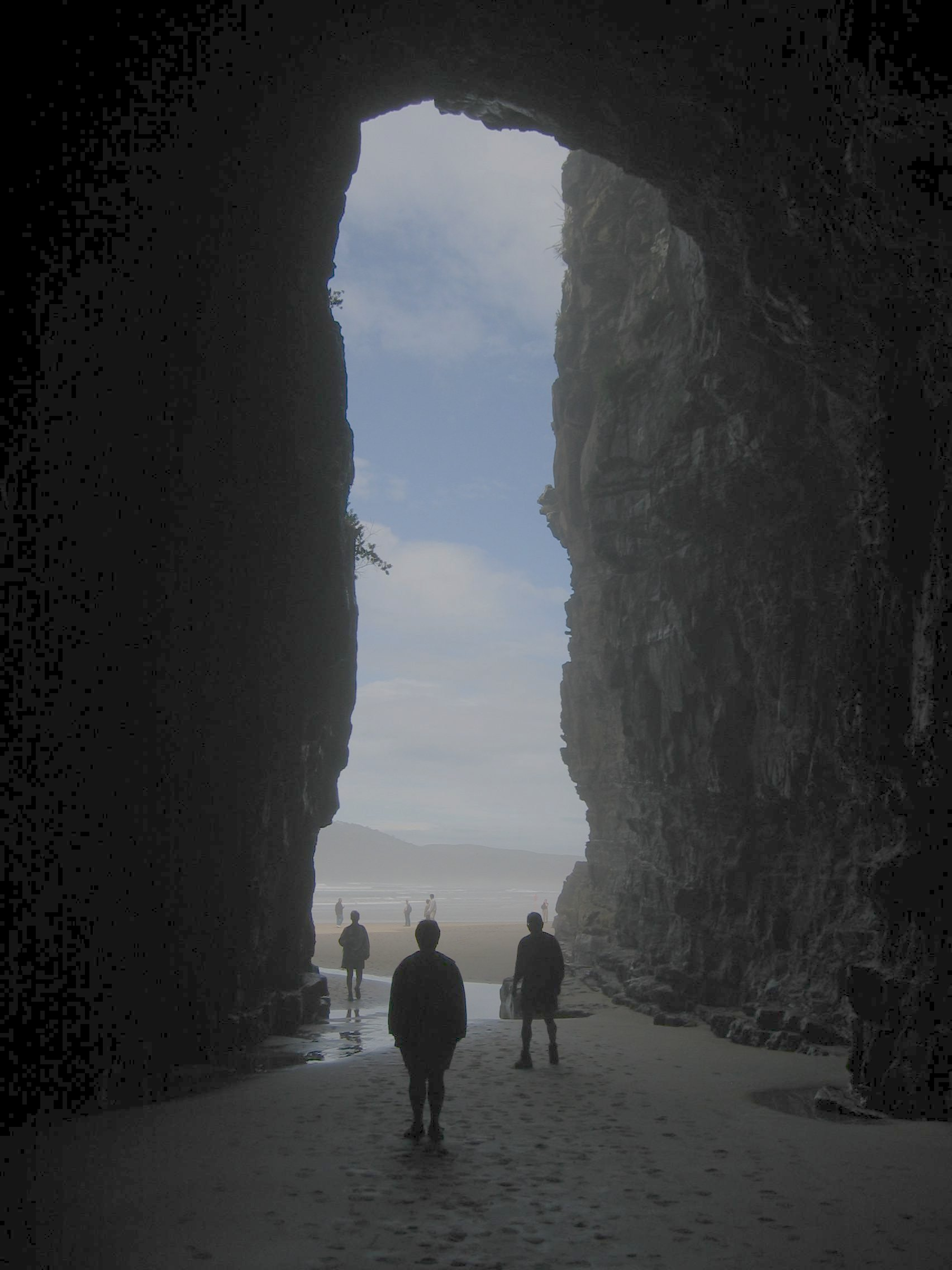
Dentro de las Cathedral Caves.

Las Cathedral Caves son una serie de cuevas marinas localizadas en la costa de The Catlins, en la Isla Sur de Nueva Zelanda. Son una de las atracciones más famosoas del área. Las dos cuevas principales, dentro del acantilado, poseen un vano de 30 metros. El acceso a las cuevas desde la carretera obliga a atravesar propiedades privadas, debiendo pagar una tasa por atravesarlas. A ellas solo se puede acceder durante dos horas al día, mientras la marea se encuentra baja. 